# Font Paradís
La Font Paradís és una font de la vila d'Aramunt, de l'antic terme del mateix nom, pertanyent a l'actual municipi de Conca de Dalt, al Pallars Jussà.
Està situada a 632 m d'altitud, al nord de les Eres, l'actual poble de la vila d'Aramunt, a llevant de la Cabana de Joan de Toni, al nord de la partida de Lleres. Queda a prop i al nord-est de la Font de la Figuereta, a la dreta i a tocar del Barranc de les Lleres.